# Lusignac
Lusignac est une commune française située dans le département de la Dordogne, en région Nouvelle-Aquitaine.

## Géographie

### Généralités
Lusignac est une commune du nord-ouest du département de la Dordogne située cinq kilomètres au sud-ouest de Verteillac et douze kilomètres au nord de Ribérac.
Située deux kilomètres à l'est de la Lizonne qui fait la limite avec la Charente, elle est dans une région calcaire vallonnée de type crétacé. Le bourg est implanté sur une crête nord-est - sud-ouest entre les vallées de la Sauvanie à l'est et de la Cendronne, petit ruisseau, à l'ouest, tous deux affluents de la Lizonne.
Hormis une brève incursion au nord du territoire communal sur 500 mètres de la route départementale (RD) 97, route de Verteillac à Bouteilles et Palluaud, une seule RD dessert vraiment la commune, la RD 97E, qui reste sur la ligne de crête et traverse le bourg. Elle va de Verteillac à Saint-Séverin par Saint-Paul-Lizonne.
Le bourg se trouve sur un léger col sur cette ligne de crête, à environ 135 mètres d'altitude.

### Communes limitrophes
Lusignac est limitrophe de six autres communes dont Verteillac au nord-est par un quadripoint.
| Bouteilles-Saint-Sébastien |          | Saint-Martial-Viveyrol, Verteillac |
| Saint-Paul-Lizonne         | Lusignac | Bertric-Burée                      |
|                            | Allemans |                                    |

### Géologie et relief

#### Géologie
Situé sur la plaque nord du Bassin aquitain et bordé à son extrémité nord-est par une frange du Massif central, le département de la Dordogne présente une grande diversité géologique. Les terrains sont disposés en profondeur en strates régulières, témoins d'une sédimentation sur cette ancienne plate-forme marine. Le département peut ainsi être découpé sur le plan géologique en quatre gradins différenciés selon leur âge géologique. Lusignac est située dans le troisième gradin à partir du nord-est, un plateau formé de calcaires hétérogènes du Crétacé.
Les couches affleurantes sur le territoire communal sont constituées de formations superficielles du Quaternaire datant du Cénozoïque et de roches sédimentaires du Mésozoïque. La formation la plus ancienne, notée c5a(2), date du Campanien 1, des calcaires packstone à wackstone crayo-marneux gris blanchâtres à subalvéolines à silex gris ou noirs. La formation la plus récente, notée CFvs, fait partie des formations superficielles de type colluvions carbonatées de vallons secs : sable limoneux à débris calcaires et argile sableuse à débris. Le descriptif de ces couches est détaillé dans  la feuille « no 757 - Ribérac » de la carte géologique au 1/50 000 de la France métropolitaine, et sa notice associée.

Carte géologique de Lusignac.

#### Relief et paysages

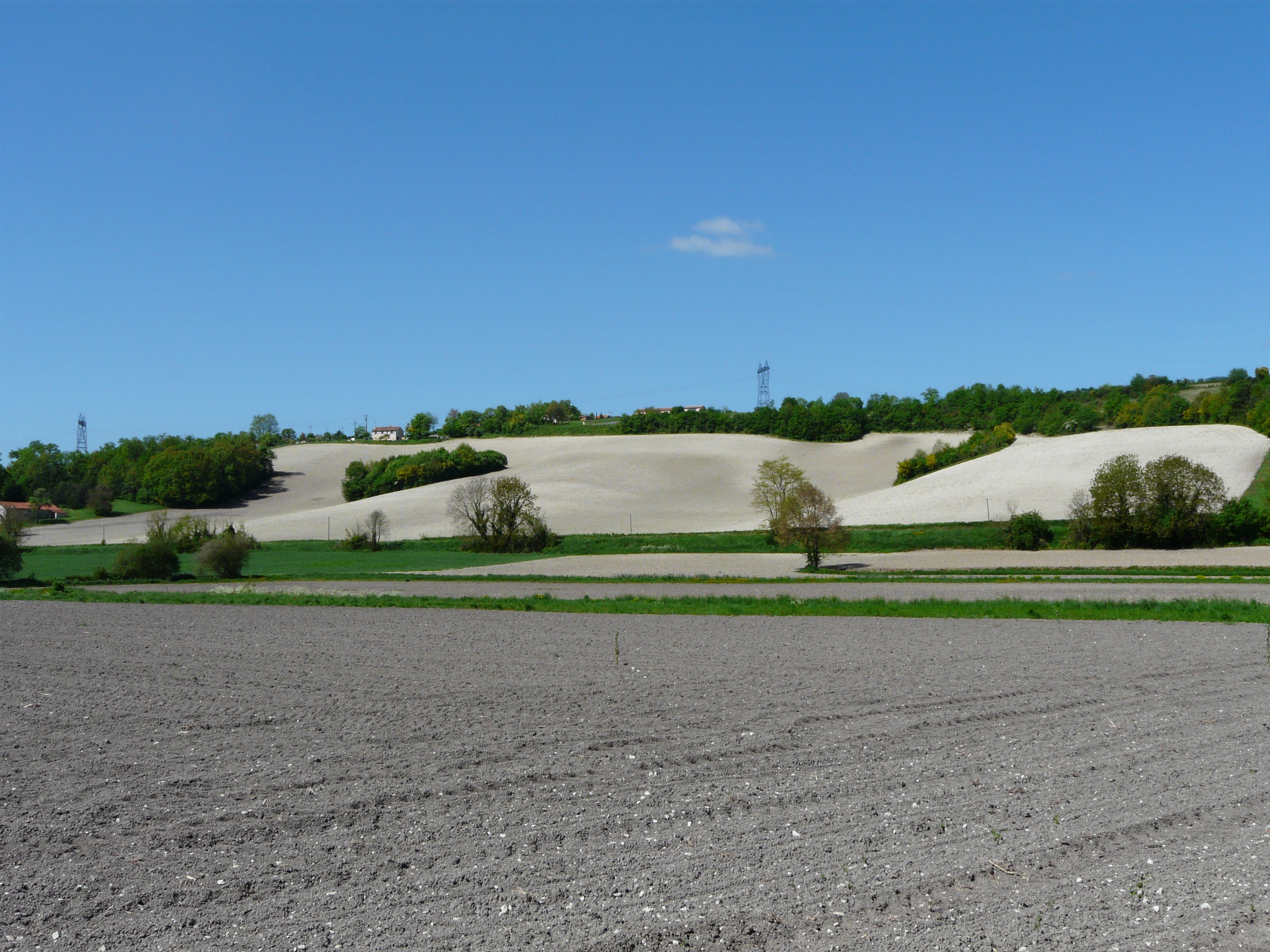
Les hauteurs calcaires de la commune, vues depuis la vallée de la Sauvanie.

Le département de la Dordogne se présente comme un vaste plateau incliné du nord-est (491 m, à la forêt de Vieillecour dans le Nontronnais, à Saint-Pierre-de-Frugie) au sud-ouest (2 m à Lamothe-Montravel). L'altitude du territoire communal varie quant à elle entre 62 m au sud, là où la Sauvanie quitte la commune et devient limite entre Allemans et Saint-Paul-Lizonne, et 184 m au nord, près du carrefour avec la RD 97, en limite de la commune de Bouteilles-Saint-Sébastien.
Dans le cadre de la Convention européenne du paysage entrée en vigueur en France le 1er juillet 2006, renforcée par la loi du 8 août 2016 pour la reconquête de la biodiversité, de la nature et des paysages, un atlas des paysages de la Dordogne a été élaboré sous maîtrise d’ouvrage de l’État et publié en octobre 2020. Les paysages du département s'organisent en huit unités paysagères et 14 sous-unités. La commune est dans le Ribéracois, une région naturelle possédant un relief vallonné avec des altitudes moyennes comprises autour des 130-160 m, sculpté par la Dronne et ses nombreux affluents. Les paysages sont ondulés de grandes cultures dont les vastes horizons contrastent avec les paysages plus cloisonnés de la Dordogne,.
La superficie cadastrale de la commune publiée par l'Insee, qui sert de référence dans toutes les statistiques, est de 7,88 km2,. La superficie géographique, issue de la BD Topo, composante du Référentiel à grande échelle produit par l'IGN, est quant à elle de 7,86 km2.

### Hydrographie

#### Réseau hydrographique
La commune est située dans le bassin de la Dordogne au sein du Bassin Adour-Garonne. Elle est drainée par la Sauvanie, la Cendronne, et par divers petits cours d'eau, qui constituent un réseau hydrographique de 15 km de longueur totale,.
La Sauvanie, d'une longueur totale de 14,58 km, prend sa source dans la commune de Cherval et se jette dans la Lizonne en rive gauche, en limite d'Allemans et Saint-Paul-Lizonne, face à la commune de Saint-Séverin,. Elle arrose la commune du nord-est au sud sur cinq kilomètres, servant presque intégralement de limite territoriale, face à Bertric-Burée et Allemans.
Autre affluent de la Lizonne, la Cendronne marque la limite communale à l'ouest sur plus de deux kilomètres, face à Bouteilles-Saint-Sébastien et Saint-Paul-Lizonne.

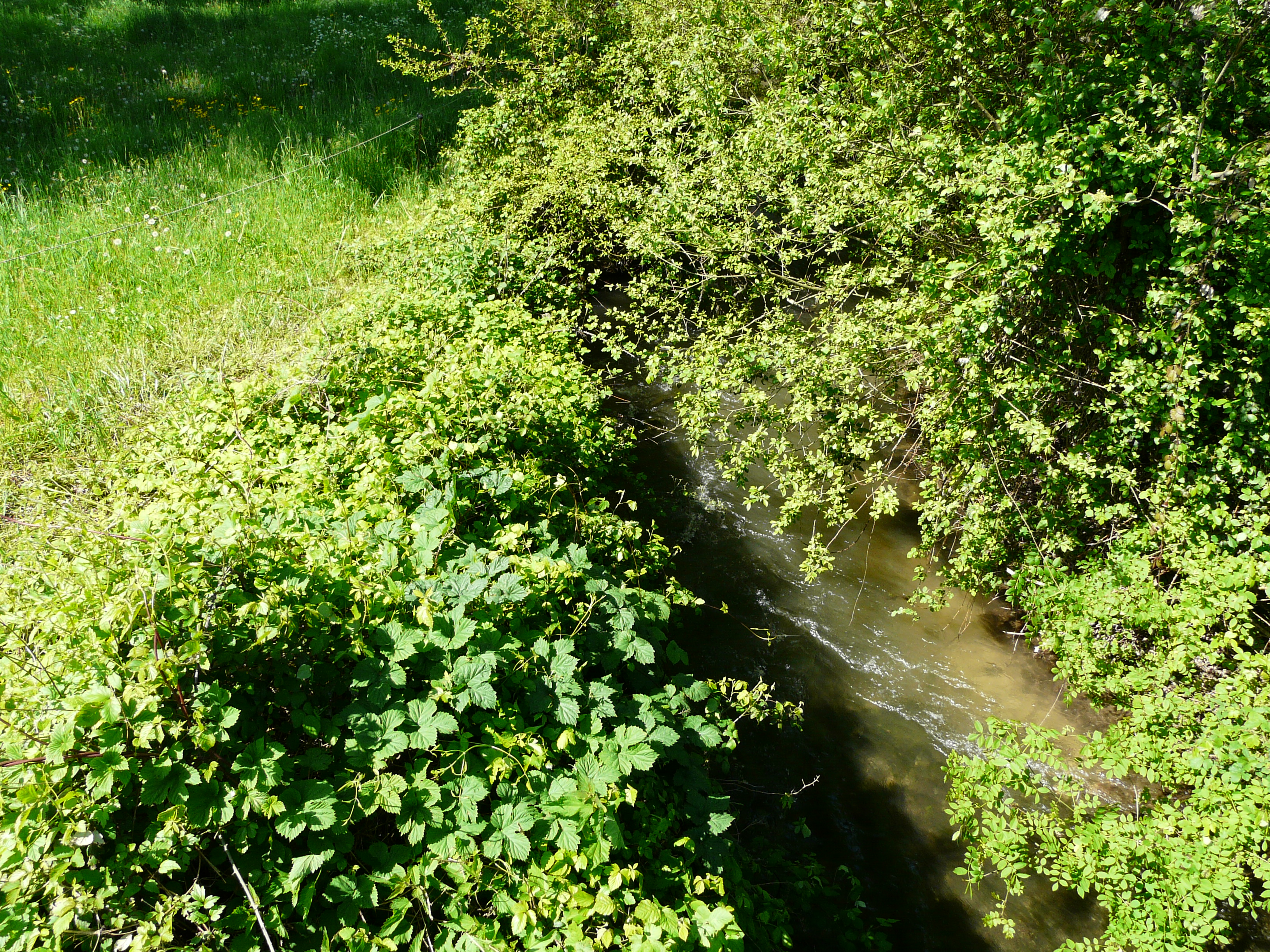
La Sauvanie en aval du pont de l'Épine basse, en limite de Lusignac et Bertric-Burée.
Réseaux hydrographique et routier de Lusignac.

#### Gestion et qualité des eaux
Le territoire communal est couvert par le schéma d'aménagement et de gestion des eaux (SAGE) « Isle - Dronne ». Ce document de planification, dont le territoire regroupe les bassins versants de l'Isle et de la Dronne, d'une superficie de 7 500 km2, a été approuvé le 2 août 2021. La structure porteuse de l'élaboration et de la mise en œuvre est l'établissement public territorial de bassin de la Dordogne (EPIDOR). Il définit sur son territoire les objectifs généraux d’utilisation, de mise en valeur et de protection quantitative et qualitative des ressources en eau superficielle et souterraine, en respect des objectifs de qualité définis dans le troisième SDAGE  du Bassin Adour-Garonne qui couvre la période 2022-2027, approuvé le 10 mars 2022.
La qualité des eaux de baignade et des cours d’eau peut être consultée sur un site dédié géré par les agences de l’eau et l’Agence française pour la biodiversité.

### Climat
Pour des articles plus généraux, voir Climat de la Nouvelle-Aquitaine et Climat de la Dordogne.
Historiquement, la commune est exposée à un climat océanique aquitain.  
En 2020, Météo-France publie une typologie des climats de la France métropolitaine dans laquelle la commune est exposée à un climat océanique altéré et est dans la région climatique  Aquitaine, Gascogne, caractérisée par une pluviométrie abondante au printemps, modérée en automne, un faible ensoleillement au printemps, un été chaud (19,5 °C), des vents faibles, des brouillards fréquents en automne et en hiver et des orages fréquents en été (15 à 20 jours).
Pour la période 1971-2000, la température annuelle moyenne est de 12,7 °C, avec  une amplitude thermique annuelle de 15,1 °C. Le cumul annuel moyen de précipitations est de 891 mm, avec 11,8 jours de précipitations en janvier et 7 jours en juillet. Pour la période 1991-2020, la température moyenne annuelle observée sur la station météorologique la plus proche, située sur la commune de Saint-Martial-Viveyrol à 4 km à vol d'oiseau, est de 13,3 °C et le cumul annuel moyen de précipitations est de 862,3 mm,. Pour l'avenir, les paramètres climatiques de la commune estimés pour 2050 selon différents scénarios d’émission de gaz à effet de serre sont consultables sur un site dédié publié par Météo-France en novembre 2022.

## Urbanisme

### Typologie
Au 1er janvier 2024, Lusignac est catégorisée commune rurale à habitat très dispersé, selon la nouvelle grille communale de densité à 7 niveaux définie par l'Insee en 2022.
Elle est située hors unité urbaine et hors attraction des villes,.

### Occupation des sols
L'occupation des sols de la commune, telle qu'elle ressort de la base de données européenne d’occupation biophysique des sols Corine Land Cover (CLC), est marquée par l'importance des territoires agricoles (97 % en 2018), une proportion identique à celle de 1990 (97 %). La répartition détaillée en 2018 est la suivante : 
zones agricoles hétérogènes (58,2 %), terres arables (35 %), prairies (3,8 %), forêts (3 %). L'évolution de l’occupation des sols de la commune et de ses infrastructures peut être observée sur les différentes représentations cartographiques du territoire : la carte de Cassini (XVIIIe siècle), la carte d'état-major (1820-1866) et les cartes ou photos aériennes de l'IGN pour la période actuelle (1950 à aujourd'hui).

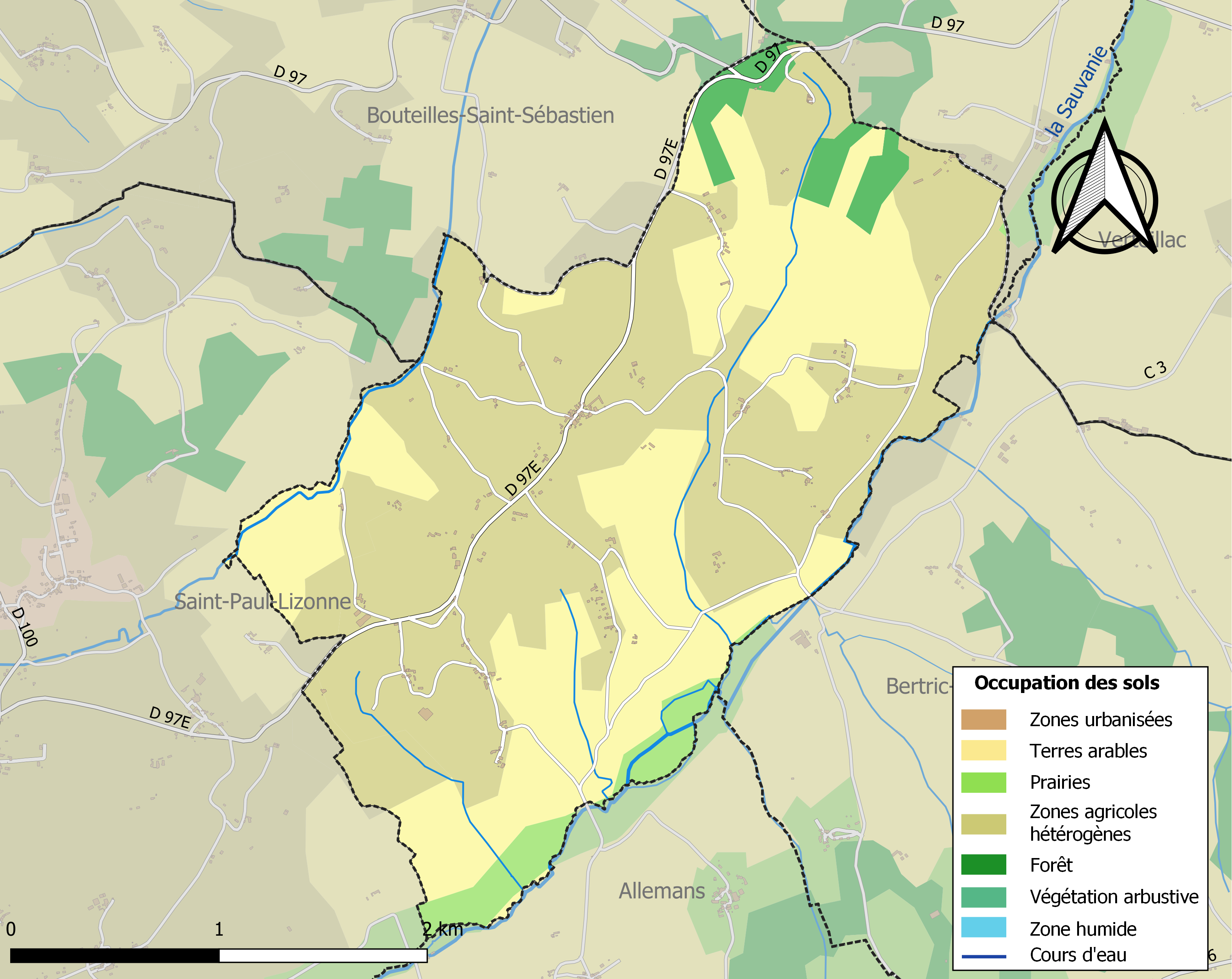
Carte des infrastructures et de l'occupation des sols de la commune en 2018 (CLC).

### Prévention des risques
Le territoire de la commune de Lusignac est vulnérable à différents aléas naturels : météorologiques (tempête, orage, neige, grand froid, canicule ou sécheresse), feux de forêts, mouvements de terrains et séisme (sismicité faible). Un site publié par le BRGM permet d'évaluer simplement et rapidement les risques d'un bien localisé soit par son adresse soit par le numéro de sa parcelle.
Lusignac est exposée au risque de feu de forêt. L’arrêté préfectoral du 14 mars 2013 fixe les conditions de pratique des incinérations et de brûlage dans un objectif de réduire le risque de départs d’incendie. À ce titre, des périodes sont déterminées : interdiction totale du 15 février au 15 mai et du 15 juin au 15 octobre, utilisation réglementée du 16 mai au 14 juin et du 16 octobre au 14 février. En septembre 2020, un plan inter-départemental de protection des forêts contre les incendies (PidPFCI) a été adopté pour la période 2019-2029,.

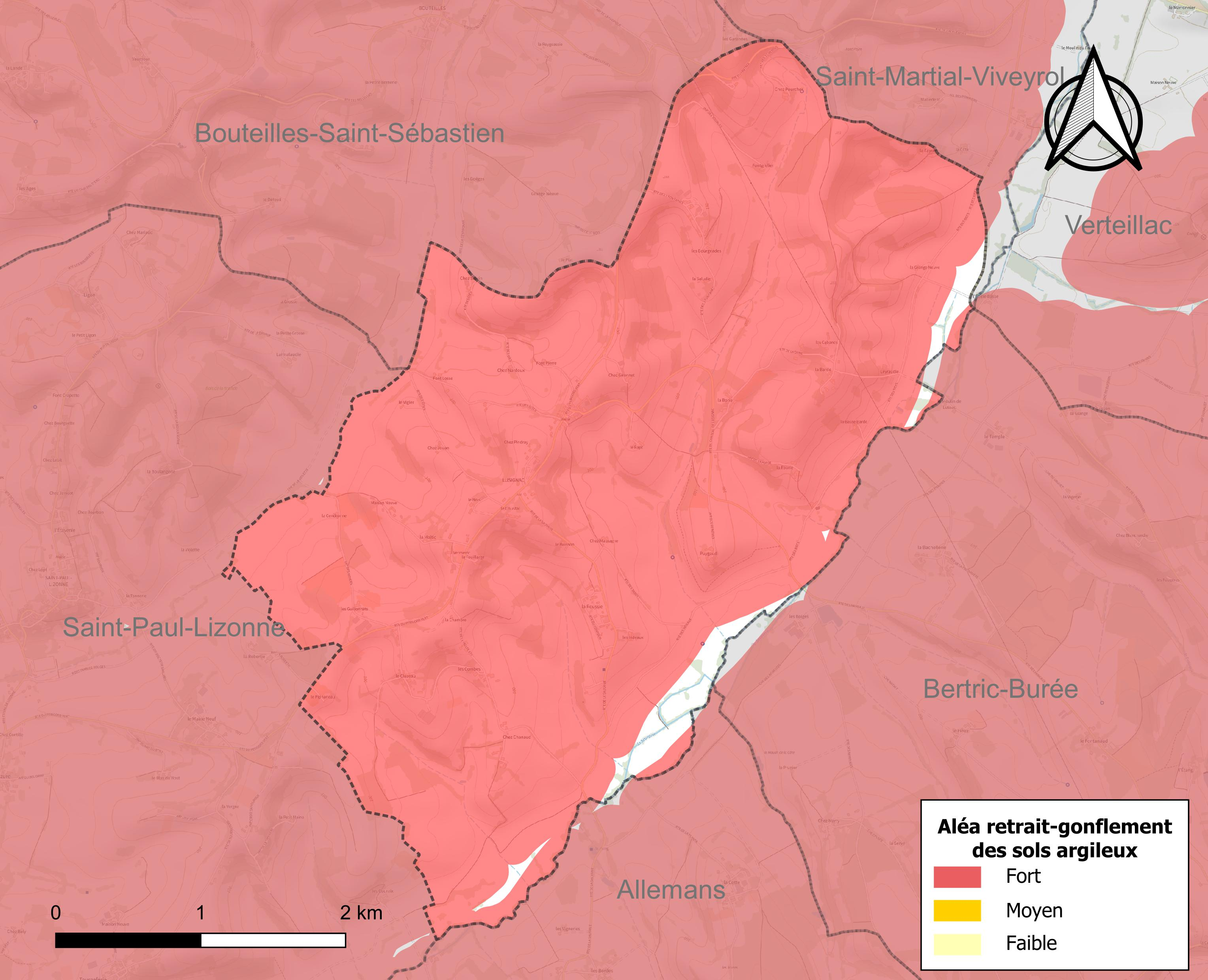
Carte des zones d'aléa retrait-gonflement des sols argileux de Lusignac.

Les mouvements de terrains susceptibles de se produire sur la commune sont des tassements différentiels. Le retrait-gonflement des sols argileux est susceptible d'engendrer des dommages importants aux bâtiments en cas d’alternance de périodes de sécheresse et de pluie. 97,1 % de la superficie communale est en aléa moyen ou fort (58,6 % au niveau départemental et 48,5 % au niveau national métropolitain). Depuis le 1er octobre 2020, en application de la loi ÉLAN, différentes contraintes s'imposent aux vendeurs, maîtres d'ouvrages ou constructeurs de biens situés dans une zone classée en aléa moyen ou fort,.
La commune a été reconnue en état de catastrophe naturelle au titre des dommages causés par les inondations et coulées de boue survenues en 1982, 1983, 1988, 1999 et 2003, par la sécheresse en 1989, 2005 et 2011 et par des mouvements de terrain en 1999.

## Toponymie
En occitan, la commune porte le nom de Lusinhac.

## Politique et administration

### Administration municipale
La population de la commune étant comprise entre 100 et 499 habitants au recensement de 2017, onze conseillers municipaux ont été élus en 2020,.

### Liste des maires

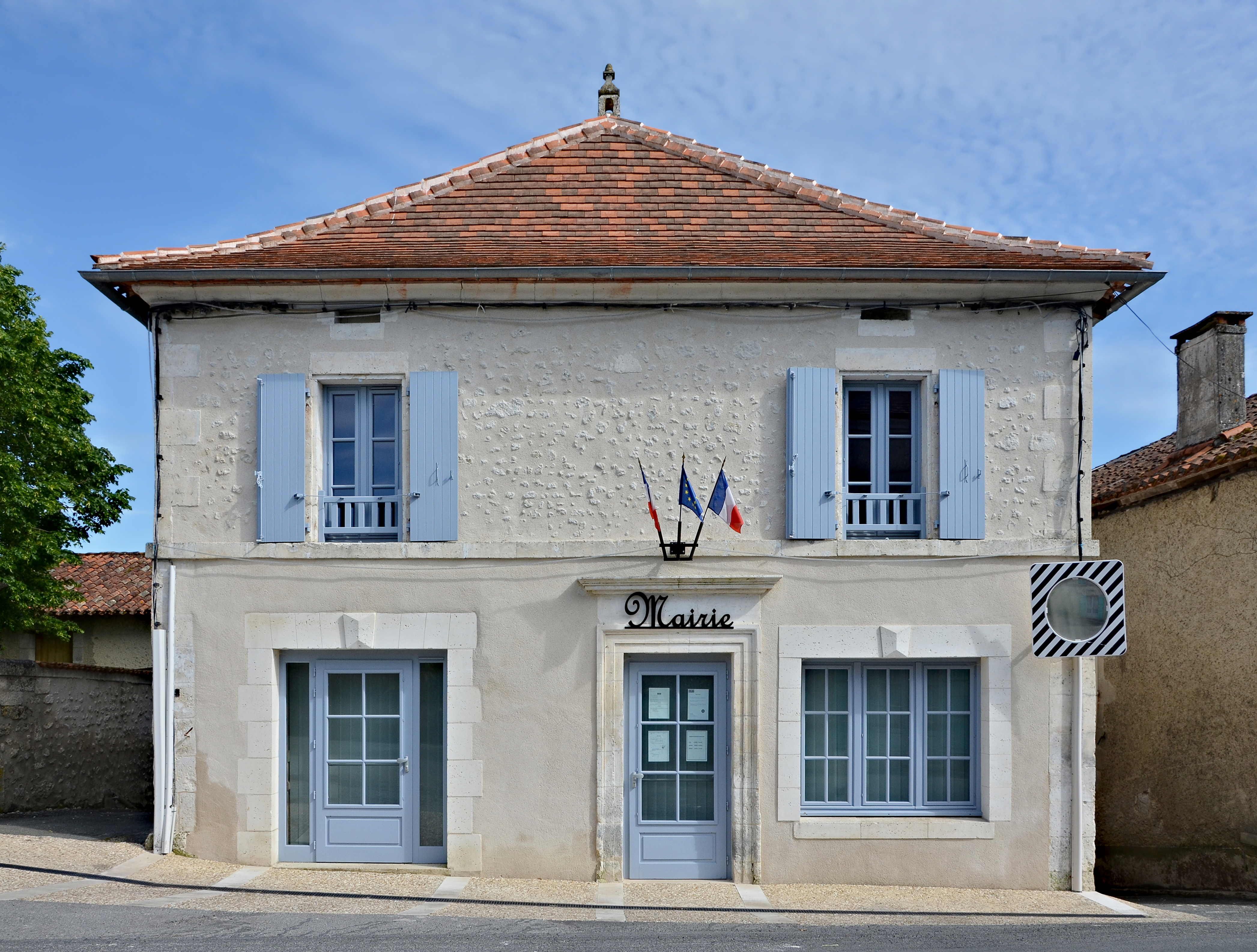
La mairie.

| Période                                  | Période      | Identité           | Étiquette | Qualité  |
| ---------------------------------------- | ------------ | ------------------ | --------- | -------- |
| Les données manquantes sont à compléter. |              |                    |           |          |
|                                          |              |                    |           |          |
| avant 1981                               | ?            | Jean Delugin       | DVG       |          |
|                                          |              |                    |           |          |
| 1989                                     | 2001         | Francis Dugaleix   | SE        | Retraité |
| 2001                                     | janvier 2002 | Claude Urizzi      |           |          |
| janvier 2002                             | mai 2020     | Marcel Gourdoux    | SE        | Retraité |
| mai 2020                                 | En cours     | Ludovic Gillaizeau |           |          |

### Jumelages

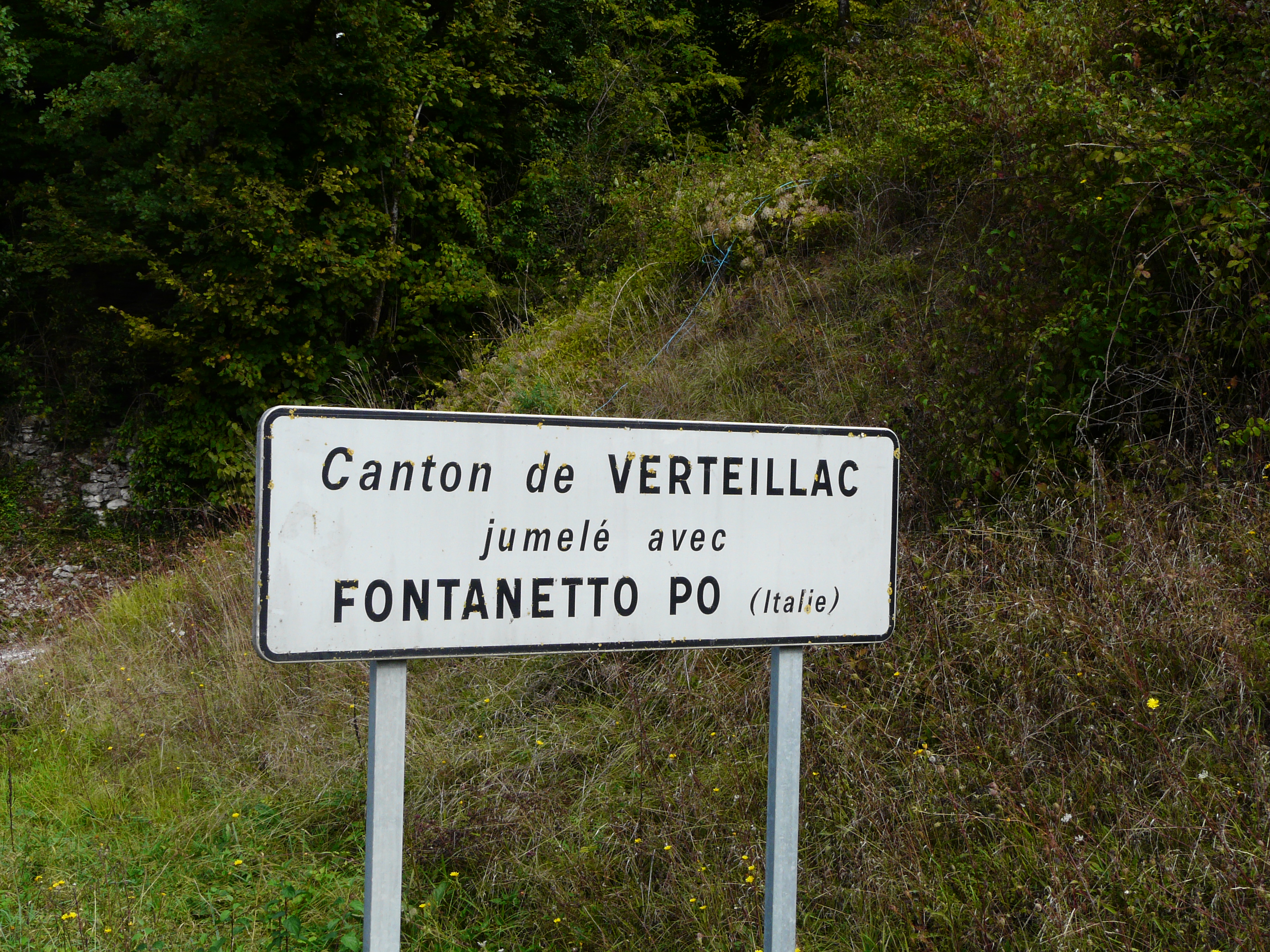
Panneau de jumelage du canton avec Fontanetto Po.

L'ensemble des communes de l'ancien canton de Verteillac, dont faisait partie Lusignac, est jumelé avec la commune italienne de Fontanetto Po depuis 1988.

## Équipements et services publics

### Justice
Dans le domaine judiciaire, Lusignac relève : 
- du tribunal judiciaire, du tribunal pour enfants, du conseil de prud'hommes et du tribunal de commerce de Périgueux ;
- du pôle Nationalité du tribunal judiciaire de Périgueux (compétent uniquement dans le domaine de la nationalité) ;
- de la cour d'appel, du tribunal administratif et de la  cour administrative d'appel de Bordeaux.

## Population et société

### Démographie
L'évolution du nombre d'habitants est connue à travers les recensements de la population effectués dans la commune depuis 1793. Pour les communes de moins de 10 000 habitants, une enquête de recensement portant sur toute la population est réalisée tous les cinq ans, les populations de référence des années intermédiaires étant quant à elles estimées par interpolation ou extrapolation. Pour la commune, le premier recensement exhaustif entrant dans le cadre du nouveau dispositif a été réalisé en 2005.

En 2022, la commune comptait 163 habitants, en évolution de −11,41 % par rapport à 2016 (Dordogne : +0,37 %, France hors Mayotte : +2,11 %).
| 1793 | 1800 | 1806 | 1821 | 1831 | 1836 | 1841 | 1846 | 1851 |
| ---- | ---- | ---- | ---- | ---- | ---- | ---- | ---- | ---- |
| 572  | 557  | 569  | 603  | 589  | 605  | 607  | 609  | 525  |

| 1856 | 1861 | 1866 | 1872 | 1876 | 1881 | 1886 | 1891 | 1896 |
| ---- | ---- | ---- | ---- | ---- | ---- | ---- | ---- | ---- |
| 444  | 480  | 494  | 464  | 475  | 466  | 444  | 414  | 392  |

| 1901 | 1906 | 1911 | 1921 | 1926 | 1931 | 1936 | 1946 | 1954 |
| ---- | ---- | ---- | ---- | ---- | ---- | ---- | ---- | ---- |
| 342  | 328  | 306  | 290  | 280  | 277  | 259  | 236  | 245  |

| 1962 | 1968 | 1975 | 1982 | 1990 | 1999 | 2005 | 2006 | 2010 |
| ---- | ---- | ---- | ---- | ---- | ---- | ---- | ---- | ---- |
| 239  | 210  | 201  | 192  | 192  | 185  | 181  | 180  | 189  |

| 2015 | 2020 | 2022 | - | - | - | - | - | - |
| ---- | ---- | ---- | - | - | - | - | - | - |
| 185  | 161  | 163  | - | - | - | - | - | - |

## Économie

### Emploi
En 2015, parmi la population communale comprise entre 15 et 64 ans, les actifs représentent 80 personnes, soit 43,2 % de la population municipale. Le nombre de chômeurs (onze) a légèrement augmenté par rapport à 2010 (dix) et le taux de chômage de cette population active s'établit à 13,8 %.

### Établissements
Au 31 décembre 2015, la commune compte vingt-cinq établissements, dont dix au niveau des commerces, transports ou services, six dans l'agriculture, la sylviculture ou la pêche, six dans l'industrie, deux relatifs au secteur administratif, à l'enseignement, à la santé ou à l'action sociale, et un dans la construction.

## Culture locale et patrimoine

### Lieux et monuments
- Le bourg de Lusignac est, depuis 1974, un site inscrit sur plus de 21 hectares[53]. De nombreuses maisons ont une architecture typiquement périgordine.
- L'église Saint-Eutrope date du XIIe siècle et a été remaniée aux XIIIe et XVIe siècles. Elle est inscrite aux monuments historiques depuis 1947[54].

Église de Lusignac
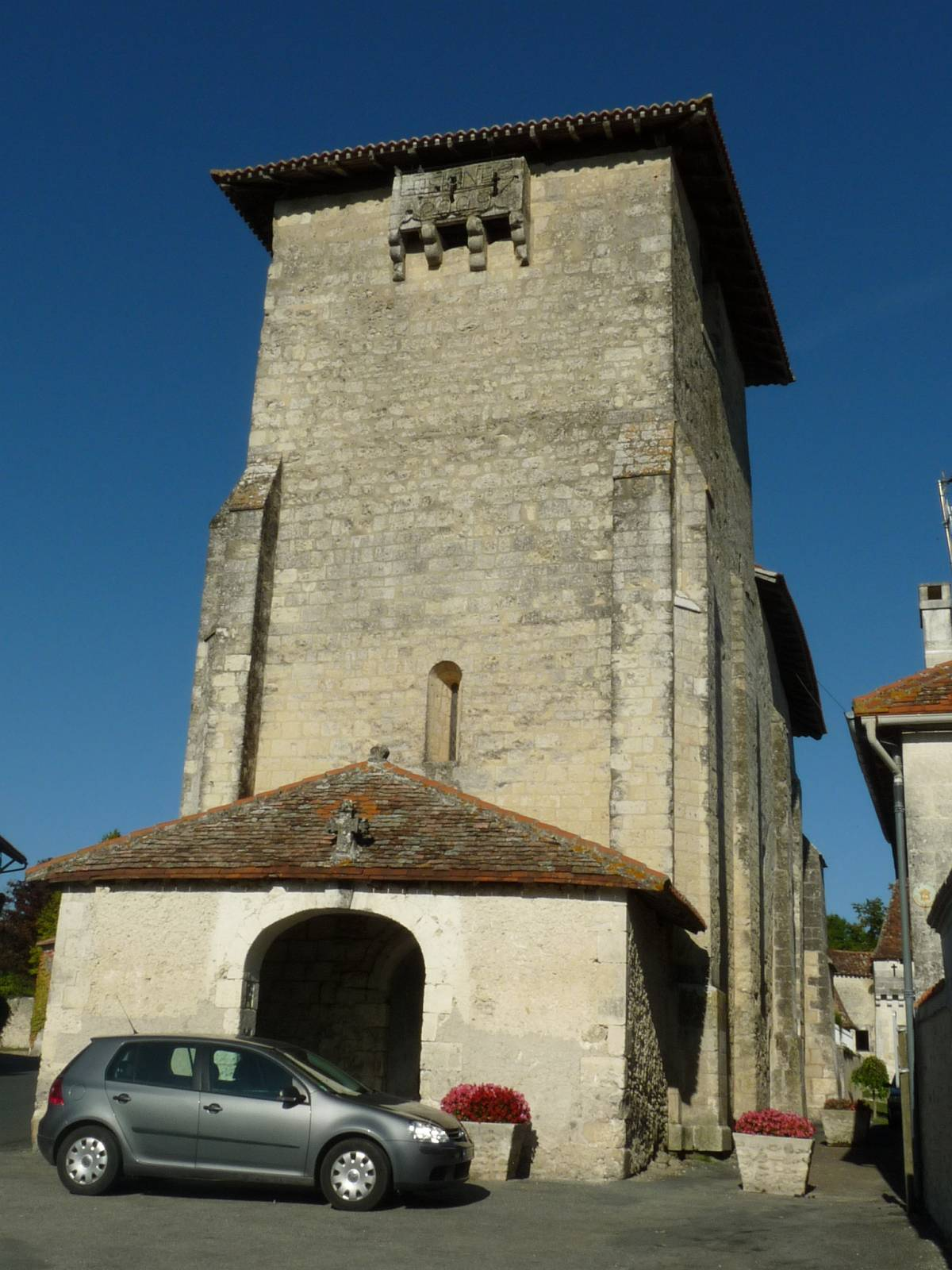
Le clocher.
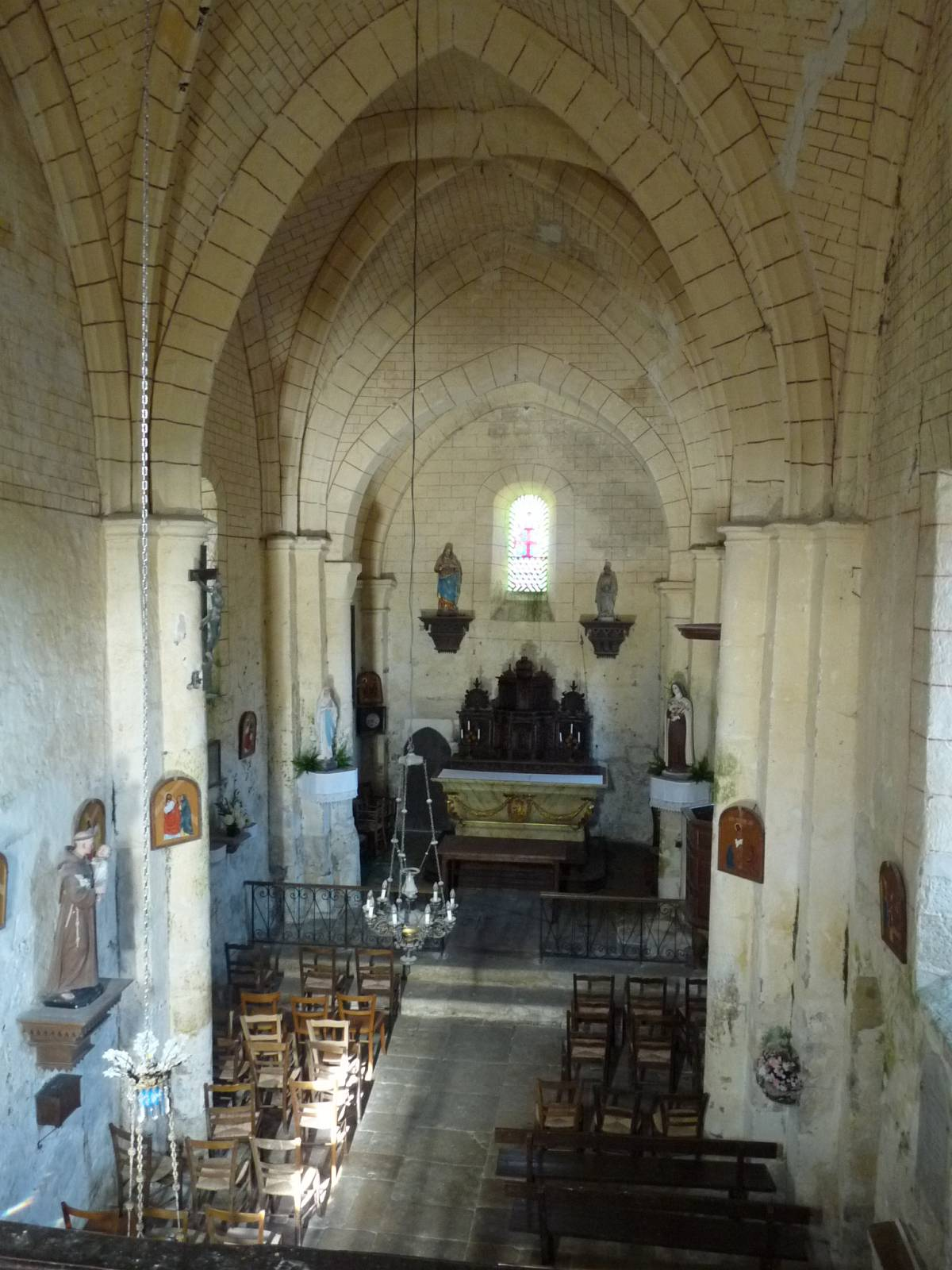
L'intérieur, le chœur.
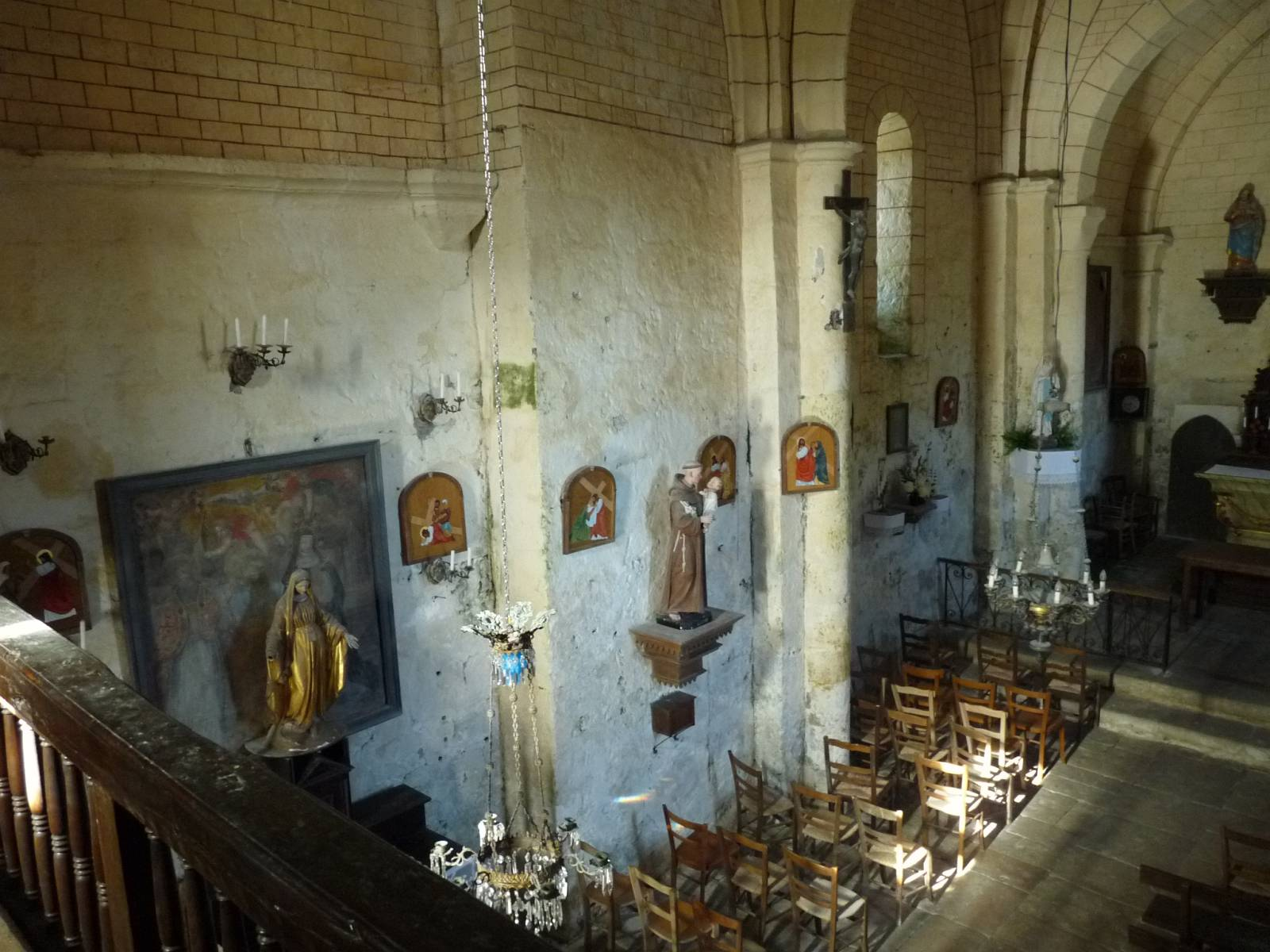
L'intérieur, décor.
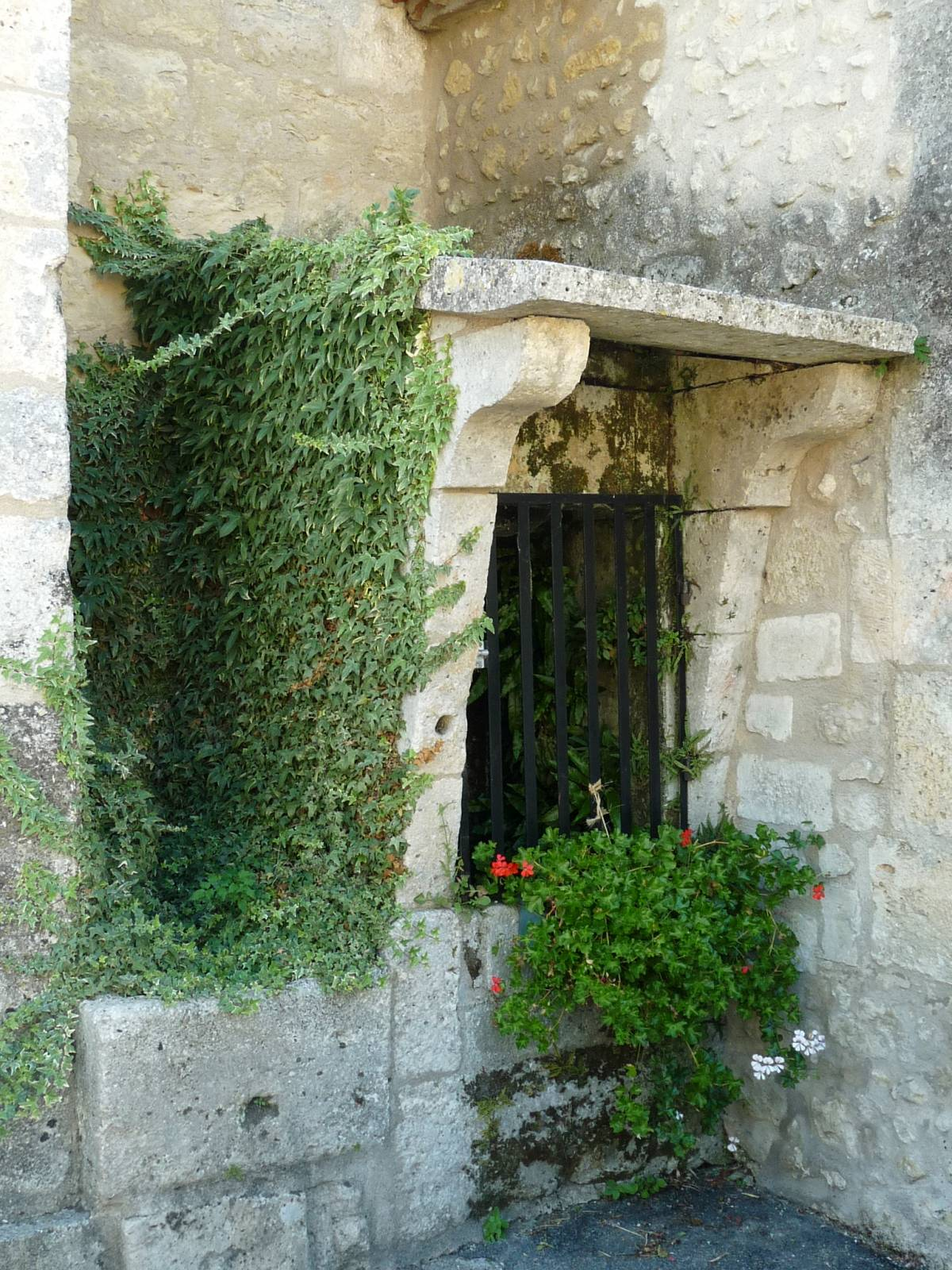
Puits adossé à l'église.
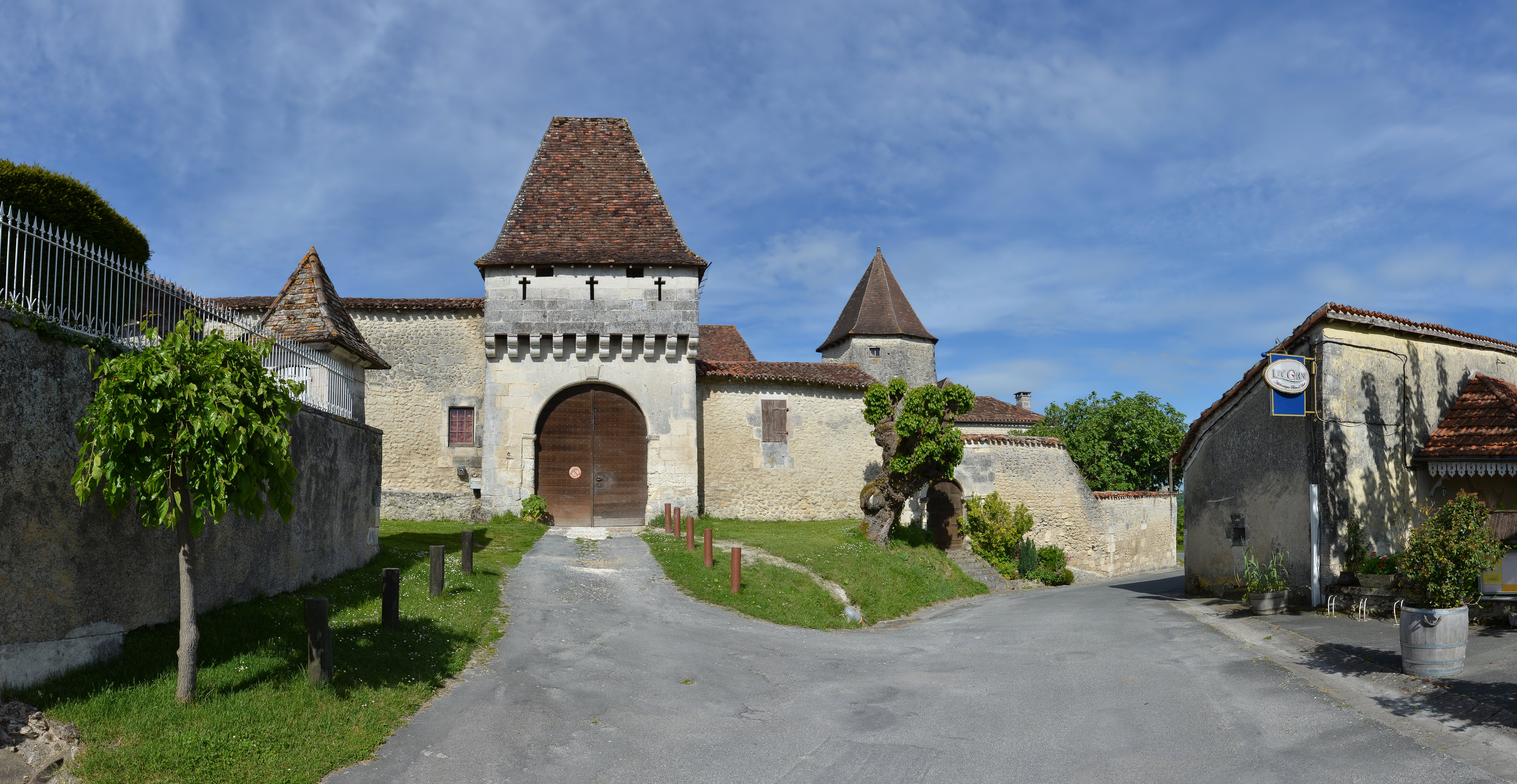
La façade du château.

- Le château de Lusignac, appelé château fort, est situé au centre bourg. Il a été d'abord édifié au XIIIe siècle puis reconstruit au XVe siècle. Il appartenait alors à la famille de la Porte aux Loups, seigneurs de Lusignac. En 1714, il est passé à Pierre de Lageard, seigneur et comte de Cherval, grand sénéchal d'Angoumois, descendant de Laurent de Lageard, et il est resté en la possession de cette famille jusqu'en 1855. Le château a été endommagé pendant la Révolution puis en 1880 par un incendie[55] qui a détruit une grande partie du bâtiment. Au début du XXe siècle il a été vendu à la famille Texier, qui l'a sommairement entretenu. En 1972, le château a été racheté par le propriétaire actuel, qui l'a restauré. Le toit de la porte principale avait été construit asymétriquement en fonction des vents, mais cela a été changé pendant la restauration du château.

### Héraldique
| Blason de Lusignac | Blason  | D'azur à la fasce d'or chargée de deux pals de gueules, accompagnée de deux loups d'or.                                                 |
| Blason de Lusignac | Détails | Armes de la famille de la Porte (ou de la Porte-aux-Loups), anciens seigneurs du lieu. Le statut officiel du blason reste à déterminer. |

## Pour approfondir